# Jerzy Zieliński (Politiker, 1957)
Jerzy Andrzej Zieliński (* 4. Februar 1957 in Dzierżoniów) ist ein polnischer Politiker und war seit 1990 in verschiedenen kommunalpolitischen Positionen in Niederschlesien tätig.

## Leben und Wirken
Jerzy Zieliński studierte polnische Philologie an der Universität Breslau. Danach war er für acht Jahre, erst als Lehrer und später als Schulleiter, in Parowa tätig. 1988 zog er mit seiner Familie nach Lubań, wo er für die Solidarność tätig war. Später studierte er auch Rechtswissenschaften an der Universität Breslau.
Von 1990 bis 1998 war Zieliński für zwei Wahlperioden sowohl Mitglied des Stadtrats von Lubań und als auch des Sejmik der Woiwodschaft Zielona Góra. Von Februar 1993 bis November 1998 war er zudem Bürgermeister von Lubań. Nach der Reform der Kommunalverwaltung von 1998 trat Zieliński zwei neue Positionen an: er wurde in den Sejmik der Woiwodschaft Niederschlesien gewählt und war in der Starostei des Powiat Lubański tätig. Ab 2006 war er bei der Stadtverwaltung von Bolesławiec beschäftigt, bevor er 2008 erneut in den Sejmik der Woiwodschaft Niederschlesien gewählt wurde.
Bei der Parlamentswahl 2011 trat er als Kandidat für ein Mandat im Senat der Republik Polen im Wahlkreis Nr. 1 für das Wählerwahlkomitee KWW Rafał Dutkiewicz an. Er unterlag mit 20.474 (21,63 %) der abgegebenen gültigen Stimmen dem Kandidaten der Platforma Obywatelska Jan Michalski (33.641 Stimmen, 35,55 %).
Im Jahr 2001 wurde Zieliński mit dem bronzenen und im Jahr 2005 mit dem silbernen Verdienstkreuz der Republik Polen ausgezeichnet.
Jerzy Zieliński ist verheiratet und hat zwei Kinder.